# Machimus madeirensis
Machimus madeirensis là một loài ruồi trong họ Asilidae. Machimus madeirensis được Schiner miêu tả năm 1868. Loài này phân bố ở vùng Cổ Bắc giới.